# Joliette—Manawan
Pour les articles homonymes, voir Joliette.
Circonscription électorale fédérale du Canada
Joliette—Manawan (auparavant Joliette) est une circonscription électorale fédérale au Québec (Canada).

## Géographie
La circonscription se trouve au nord-est de la grande région montréalaise dans la région québécoise de Lanaudière. Elle est constituée des MRC de Matawinie et de Joliette. 
Elle comprend :
- la municipalité régionale de comté de Joliette ;
- la partie de la municipalité régionale de comté de Matawinie constituée des municipalités de Rawdon, Saint-Alphonse-Rodriguez, Saint-Côme, Saint-Michel-des-Saints, Saint-Zénon, Sainte-Béatrix, Sainte-Émélie-de-l'Énergie et Sainte-Marcelline-de-Kildare ; des territoires non organisés de Baie-Atibenne, Baie-de-la-Bouteille, Lac-Devenyns, Lac-des-Dix-Milles, Lac-Legendre, Lac-Matawin, Lac-Minaki, Lac-Santé et Saint-Guillaume-Nord ; incluant la réserve indienne de la communauté Atikamekw de Manawan ;
- la partie de la ville de L'Assomption située au nord d'une ligne décrite comme suit : commençant à l'intersection de la limite nord-est de ladite ville avec les chemins de fer Québec-Gatineau; de là vers le sud-ouest suivant lesdits chemins de fer jusqu'à un point situé à environ 45°52'19" de latitude N et 73°26'46" de longitude O; de là vers le nord-ouest jusqu'à la limite ouest de ladite ville à l'intersection du chemin du Roy avec la montée Saint-Gérard.

Les circonscriptions limitrophes sont Laurentides—Labelle, Saint-Maurice—Champlain, Berthier—Maskinongé, Repentigny, Montcalm et Les Pays-d'en-Haut.

## Historique
C'est l'Acte de l'Amérique du Nord britannique de 1867 qui conserve le comté de Joliette déjà existant durant la période du Bas-Canada. Abolie en 1933, Joliette devient une partie de Joliette—L'Assomption—Montcalm. La circonscription est de nouveau créée en 1966 à partir de Berthier—Maskinongé—de Lanaudière, Joliette—L'Assomption—Montcalm et Terrebonne.
Lors du redécoupage électoral de 2022-2023, la circonscription est renommée Joliette—Manawan. Elle perd au sud-ouest une partie de son territoire, incluant les municipalités de Notre-Dame-de-la-Merci et de Saint-Donat, au profit de la circonscription de Laurentides—Labelle, et une autre, incluant les municipalités de Chertsey et d'Entrelacs, au profit de la nouvelle circonscription de Les Pays-d'en-Haut.

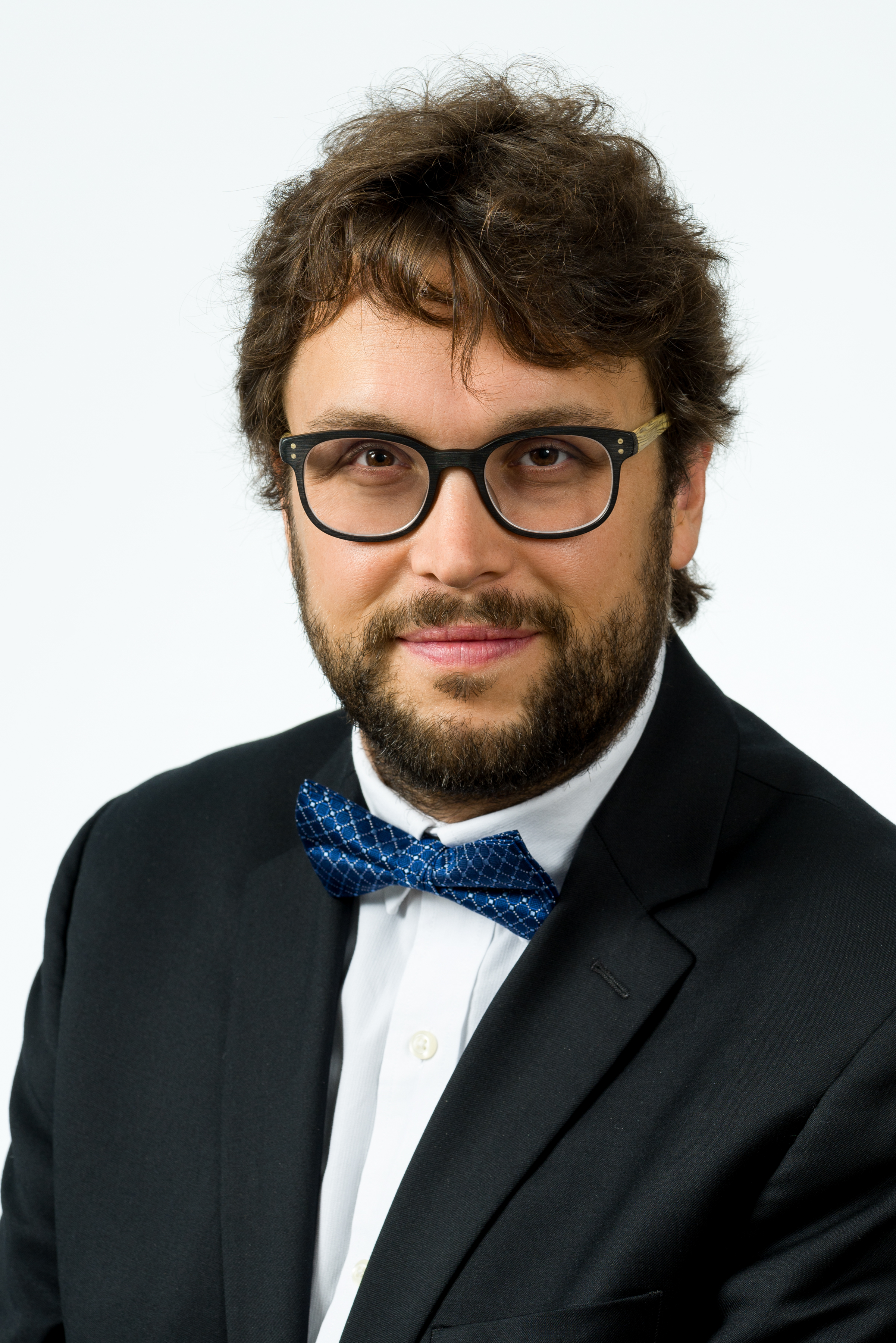
Gabriel Ste-Marie

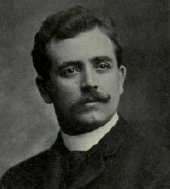
Joseph Adélard Dubeau

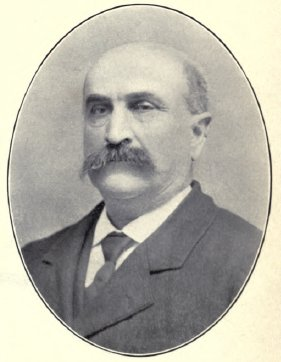
Charles Bazinet

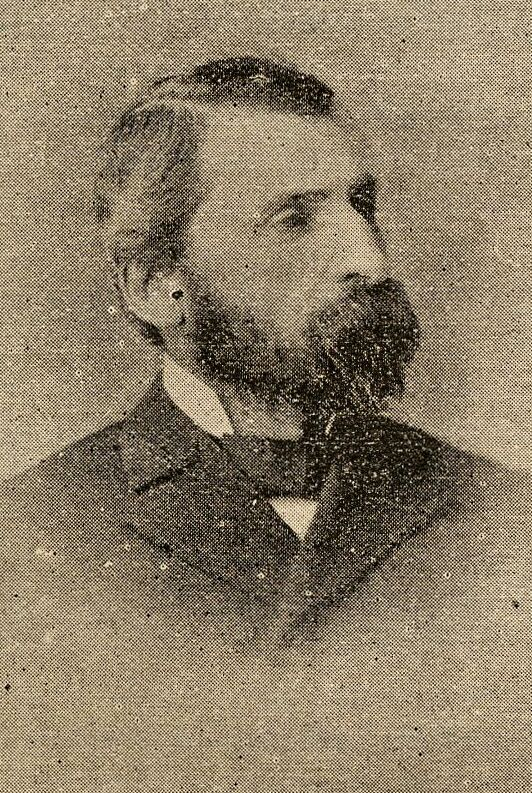
Édouard Guilbault

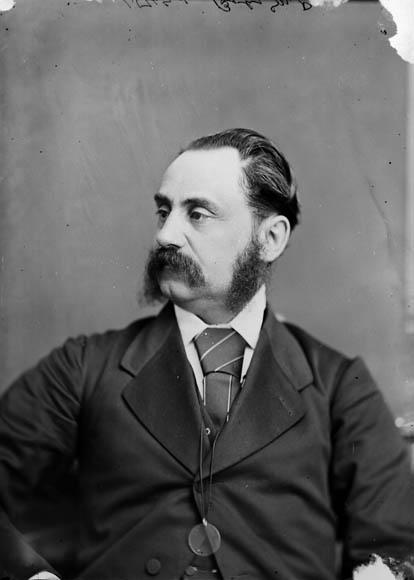
Louis François Georges Baby

## Liste des députés
| Législature                                                                                | Années        | Député                         | Parti | Parti                                        |
| ------------------------------------------------------------------------------------------ | ------------- | ------------------------------ | ----- | -------------------------------------------- |
| Joliette                                                                                   |               |                                |       |                                              |
| 1re                                                                                        | 1867–1872     | François Benjamin Godin        |       | Libéral                                      |
| 2e                                                                                         | 1872–1874     | Louis François Georges Baby    |       | Conservateur                                 |
| 3e                                                                                         | 1874–1874     | Louis François Georges Baby    |       | Conservateur                                 |
| 3e                                                                                         | 1874-1878     | Louis François Georges Baby    |       | Conservateur                                 |
| 4e                                                                                         | 1878–1878     | Louis François Georges Baby    |       | Conservateur                                 |
| 4e                                                                                         | 1878-1880     | Louis François Georges Baby    |       | Conservateur                                 |
| 4e                                                                                         | 1880-1882     | Lewis Arthur McConville        |       | Conservateur                                 |
| 5e                                                                                         | 1882–1887     | Édouard Guilbault              |       | Conservateur                                 |
| 5e                                                                                         | 1882-1887     | Édouard Guilbault              |       | Conservateur indépendant                     |
| 6e                                                                                         | 1887–1889     | Édouard Guilbault              |       | Conservateur                                 |
| 6e                                                                                         | 1889-1891     | Hilaire Neveu                  |       | Nationaliste                                 |
| 7e                                                                                         | 1891–1896     | Urbain Lippé                   |       | Conservateur                                 |
| 8e                                                                                         | 1896–1900     | Charles Bazinet                |       | Libéral                                      |
| 9e                                                                                         | 1900–1904     | Charles Bazinet                |       | Libéral                                      |
| 10e                                                                                        | 1904–1908     | Joseph Adélard Dubeau          |       | Libéral                                      |
| 11e                                                                                        | 1908–1911     | Joseph Adélard Dubeau          |       | Libéral                                      |
| 12e                                                                                        | 1911–1917     | Joseph Pierre Octave Guilbault |       | Conservateur                                 |
| 13e                                                                                        | 1917–1921     | Jean-Joseph Denis              |       | Libéral                                      |
| 14e                                                                                        | 1921–1925     | Jean-Joseph Denis              |       | Libéral                                      |
| 15e                                                                                        | 1925–1926     | Jean-Joseph Denis              |       | Libéral                                      |
| 16e                                                                                        | 1926–1928     | Jean-Joseph Denis              |       | Libéral                                      |
| 16e                                                                                        | 1928-1930     | Charles-Édouard Ferland        |       | Libéral                                      |
| 17e                                                                                        | 1930–1935     | Charles-Édouard Ferland        |       | Libéral                                      |
| Fusionnée à Joliette—L'Assomption—Montcalm                                                 |               |                                |       |                                              |
| Recréée de Berthier—Maskinongé—de Lanaudière, Joliette—L'Assomption—Montcalm et Terrebonne |               |                                |       |                                              |
| 28e                                                                                        | 1968–1971     | Roch La Salle                  |       | Progressiste-conservateur                    |
| 28e                                                                                        | 1971-1972     | Roch La Salle                  |       | Conservateur indépendant                     |
| 29e                                                                                        | 1972–1974     | Roch La Salle                  |       | Conservateur indépendant                     |
| 30e                                                                                        | 1974–1979     | Roch La Salle                  |       | Progressiste-conservateur                    |
| 31e                                                                                        | 1979–1980     | Roch La Salle                  |       | Progressiste-conservateur                    |
| 32e                                                                                        | 1980–1981     | Roch La Salle                  |       | Progressiste-conservateur                    |
| 32e                                                                                        | 1981–1984     | Roch La Salle                  |       | Progressiste-conservateur                    |
| 33e                                                                                        | 1984–1988     | Roch La Salle                  |       | Progressiste-conservateur                    |
| 34e                                                                                        | 1988–1993     | Gaby Larrivée                  |       | Progressiste-conservateur                    |
| 35e                                                                                        | 1993–1997     | René Laurin                    |       | Bloc québécois                               |
| 36e                                                                                        | 1997–2000     | René Laurin                    |       | Bloc québécois                               |
| 37e                                                                                        | 2000–2004     | Pierre Paquette                |       | Bloc québécois                               |
| 38e                                                                                        | 2004–2006     | Pierre Paquette                |       | Bloc québécois                               |
| 39e                                                                                        | 2006–2008     | Pierre Paquette                |       | Bloc québécois                               |
| 40e                                                                                        | 2008–2011     | Pierre Paquette                |       | Bloc québécois                               |
| 41e                                                                                        | 2011–2015     | Francine Raynault              |       | NPD                                          |
| 42e                                                                                        | 2015–2018     | Gabriel Ste-Marie              |       | Bloc québécois                               |
| 42e                                                                                        | 2018          | Gabriel Ste-Marie              |       | Groupe parlementaire québécois/Québec debout |
| 42e                                                                                        | 2018–2019     | Gabriel Ste-Marie              |       | Bloc québécois                               |
| 43e                                                                                        | 2019–2021     | Gabriel Ste-Marie              |       | Bloc québécois                               |
| 44e                                                                                        | 2021–2025     | Gabriel Ste-Marie              |       | Bloc québécois                               |
| Joliette—Manawan                                                                           |               |                                |       |                                              |
| 45e                                                                                        | 2025-en cours | Gabriel Ste-Marie              |       | Bloc québécois                               |

## Résultats électoraux

### Évolution
Pour des raisons techniques, il est temporairement impossible d'afficher le graphique qui aurait dû être présenté ici.

### Résultats détaillés
|       | Candidat            | Parti          | # de voix | % des voix |
|       | Michel Morand       | Conservateur   | +05 525,  | 9,67 %     |
|       | (x) Pierre Paquette | Bloc québécois | +18 804,  | 32,9 %     |
|       | François Boucher    | Libéral        | +03 545,  | 6,2 %      |
|       | Francine Raynault   | NPD            | +27 050,  | 47,33 %    |
|       | Annie Durette       | Vert           | +02 227,  | 3,9 %      |
| Total | Total               | Total          | 57 151    | 100 %      |

|       | Candidat            | Parti          | # de voix | % des voix |
|       | Sylvie Lavallée     | Conservateur   | +09 540,  | 17,83 %    |
|       | (x) Pierre Paquette | Bloc québécois | +28 040,  | 52,4 %     |
|       | Suzie St-Onge       | Libéral        | +07 769,  | 14,52 %    |
|       | Francine Raynault   | NPD            | +05 579,  | 10,42 %    |
|       | Annie Durette       | Vert           | +02 588,  | 4,84 %     |
| Total | Total               | Total          | 53 516    | 100 %      |